# Winter World University Games 2025/Teilnehmer (Kosovo)
| Gelbes Symbol für Goldmedaillen mit stilisierten Olympischen Ringen | Graues Symbol für Silbermedaillen mit stilisierten Olympischen Ringen | Braundes Symbol für Bronzemedaillen mit stilisierten Olympischen Ringen |
| ------------------------------------------------------------------- | --------------------------------------------------------------------- | ----------------------------------------------------------------------- |
| —                                                                   | —                                                                     | —                                                                       |

Der Kosovo nahm mit zwei Athleten an den Winter World University Games 2025 in Turin teil.

## Teilnehmer nach Sportarten

### Ski Alpin
| Athleten      | Wettbewerbe  | 1. Lauf | 1. Lauf | 2. Lauf       | 2. Lauf       | Gesamt | Gesamt |
| Athleten      | Wettbewerbe  | Zeit    | Rang    | Zeit          | Rang          | Zeit   | Rang   |
| ------------- | ------------ | ------- | ------- | ------------- | ------------- | ------ | ------ |
| Frauen        |              |         |         |               |               |        |        |
| Kiana Kryeziu | Riesenslalom | —       | —       | —             | —             | DNS    | DNS    |
| Männer        |              |         |         |               |               |        |        |
| Drin Kokaj    | Riesenslalom | DNF     | DNF     | ausgeschieden | ausgeschieden | DNF    | DNF    |
| Drin Kokaj    | Slalom       | DNS     | DNS     | DNS           | DNS           | DNS    | DNS    |